# Augusto Rollandin

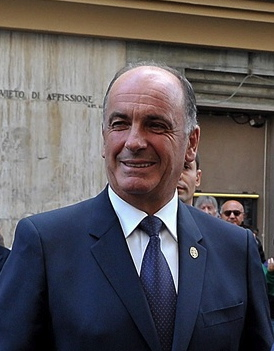
Augusto Rollandin (2011)

Augusto Rollandin (* 13. Juni 1949 in Brusson, Aostatal; † 22. Dezember 2024) war ein italienischer Politiker der Regionalpartei Union Valdôtaine und war von 2008 bis 2017 Präsident der autonomen Region Aostatal.

## Werdegang
Augusto Rollandin war Tierarzt von Beruf. Seine politische Laufbahn begann in seinem Heimatort Brusson, wo er von 1975 bis 1978 Bürgermeister war. Von 1978 bis 1994 war er Mitglied des Regionalparlaments des Aostatals und von 1978 bis 1983 Regionalminister für Gesundheit und zeitweise auch für Landwirtschaft. Von 1983 bis 1990 stand er erstmals als Präsident der Regionalregierung des Aostatals vor. 
Von 2001 bis 2006 gehörte er dem Senato della Repubblica in Rom an. 2008 wurde er zum Präsidenten des Aostatals gewählt und 2013 in diesem Amt bestätigt.
Rollandin leitete auch das regionale Wasserversorgungsunternehmen, die regionale Universität des Aostatals und den Aeroclub Aosta.